# Allium naqabense
Allium naqabense — вид трав'янистих рослин родини амарилісові (Amaryllidaceae), ендемік Йорданії.

## Опис
Цибулина субкуляста, 0.9–1.0 см в діаметрі; зовнішні оболонки перетинчасті, коричневі, внутрішні оболонки перетинчасті, білі. Стебло 29–32 см. Листків 3 на рослину, 12–15 × 1–2 см, лінійно-ланцетні, звужуються вгорі, гладкі. Зонтик півсферичний, діаметром 4–5 см, 15–25-квітковий. Оцвітина вузько дзвінчаста. Листочки оцвітини 0.8–0.9 см, жовтувато-солом'яні, ланцето-еліптичний з невиразною серединною жилкою, загострені на верхівці. Пиляки блідо-жовті. Зав'язь зелена, куляста. Коробочка 0.3–0.5 см, куляста. Насіння чорне, яйцювате.
Знайдений у квітах і плодах у березні.

## Поширення
Ендемік Йорданії.
Населяє скелясті місця в пустелі, на висотах від 1500 до 1700 м.

## Етимологія
Назва нового виду заснована на його географічному розташуванні, узятому з арабської назви "Naqab" (Ras an-Naqab).